# 里彭大厦
13°04′54″N 80°16′18″E / 13.0817°N 80.2716°E
里彭大厦（英語：Ripon Building）为印度泰米尔纳德邦金奈（马德拉斯）的市政当局所在地。其建筑风格结合了哥特式、爱奥尼亚式和科林斯式。里彭大厦为白色，位于金奈中央车站附近。它兴建于1913年，历时4年时间建成。里彭大厦得名于英属印度总督里彭勋爵。1909年12月12日，当时的印度总督明托伯爵为其奠基。马德拉斯的市政当局于1913年进驻里彭大厦。

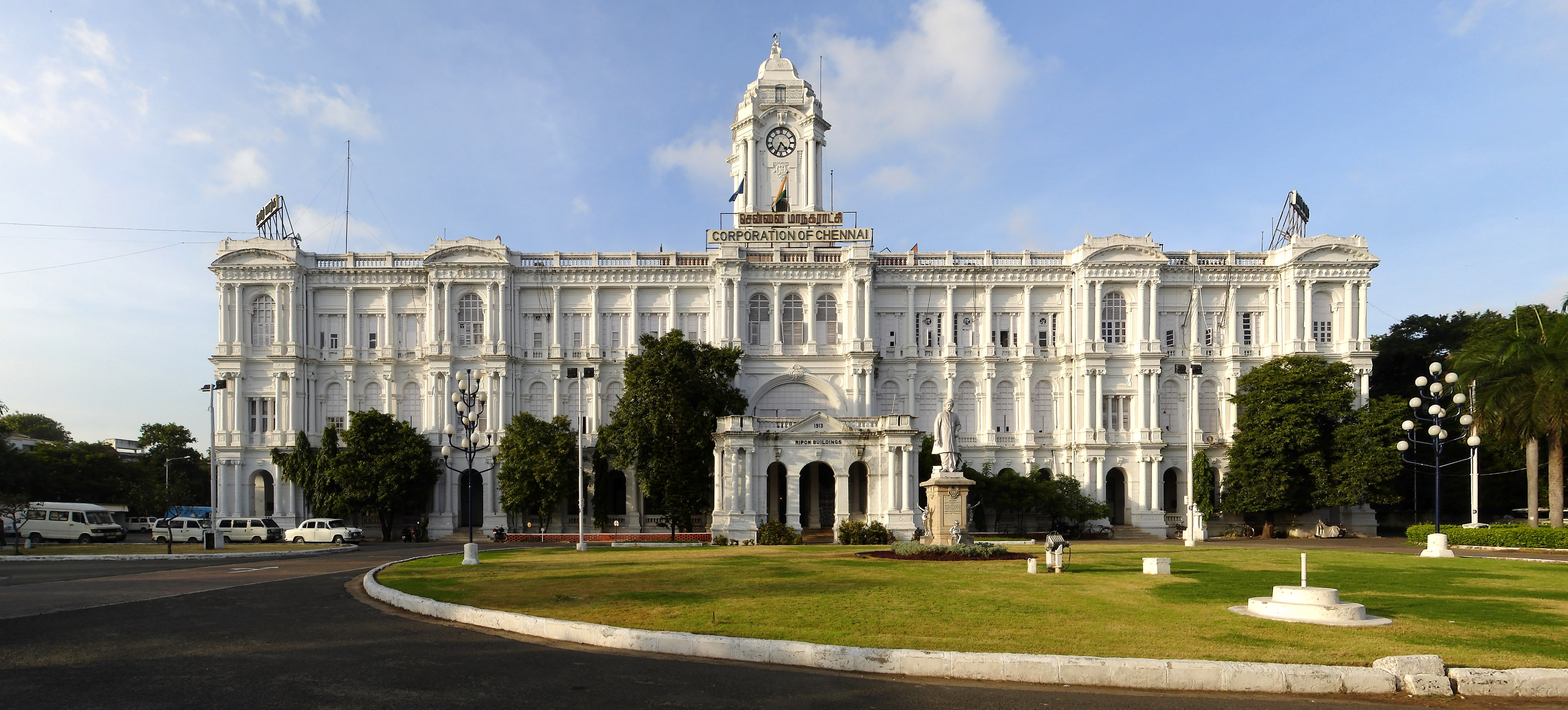

里彭大厦为长方形，长85米，宽32米，中央钟楼高43米，里面的时钟直径2.5米。